# Scalaronoba costata
Scalaronoba costata är en snäckart som beskrevs av Powell 1927. Scalaronoba costata ingår i släktet Scalaronoba och familjen Aclididae. Inga underarter finns listade i Catalogue of Life.